# سیارک ۲۲۶۱۳
سیارک ۲۲۶۱۳ (به انگلیسی: 22613 Callander، نامگذاری:1998KP4) بیست و دو هزار و ششصد و سیزدهمین سیارک کشف شده‌است که در ۲۲ مه ۱۹۹۸ کشف شد.
قدر مطلق سیارک برابر ۱۴.۱ است.